# Övre Vinterträsket
Övre Vinterträsket är en sjö i Storumans kommun i Lappland och ingår i Umeälvens huvudavrinningsområde. Sjön har en area på 0,258 kvadratkilometer och ligger 690,5 meter över havet.

## Delavrinningsområde
Övre Vinterträsket ingår i det delavrinningsområde (728533-146155) som SMHI kallar för Mynnar i Nedre Vinterträsket. Medelhöjden är 767 meter över havet och ytan är 15,25 kvadratkilometer. Det finns inga avrinningsområden uppströms utan avrinningsområdet är högsta punkten. Vattendraget som avvattnar avrinningsområdet har biflödesordning 5, vilket innebär att vattnet flödar genom totalt 5 vattendrag innan det når havet efter 402 kilometer. Avrinningsområdet består mestadels av skog (39 procent) och kalfjäll (59 procent). Avrinningsområdet har 0,31 kvadratkilometer vattenytor vilket ger det en sjöprocent på 2 procent.